# تاج‌آباد (داورزن)
تاج‌آباد، روستایی است از توابع بخش باشتین و در شهرستان داورزن استان خراسان رضوی ایران.

## جمعیت
این روستا در دهستان باشتین قرار داشته و بر اساس سرشماری سال ۱۳۸۵ جمعیت آن ۱۰۰ نفر (۳۶ خانوار)
بوده است.